# Université Nangui-Abrogoua

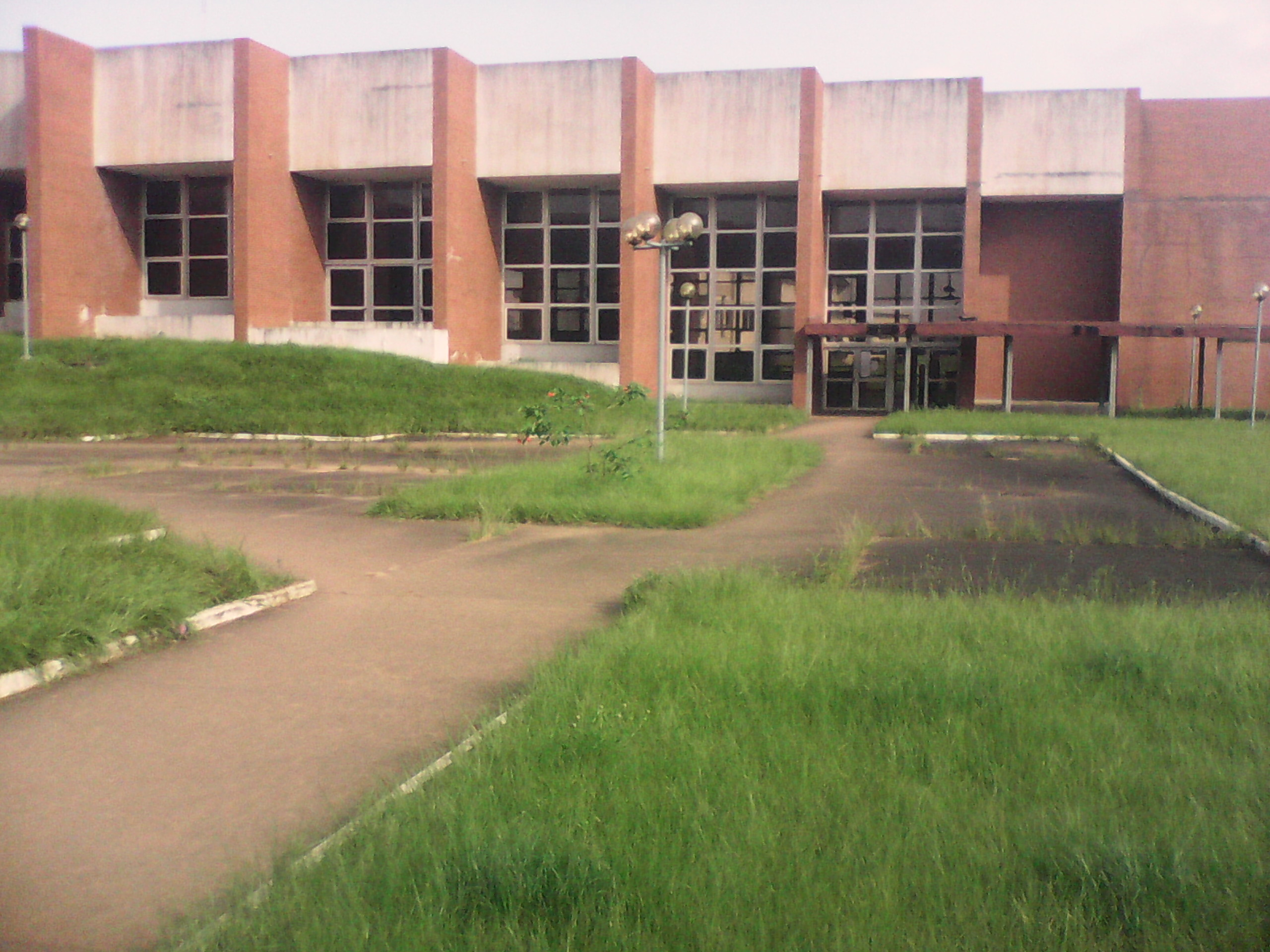

L'université Nangui-Abrogoua est, avec l'université Félix-Houphouët-Boigny et l'université Virtuelle de Côte d'Ivoire, l'une des trois universités publiques d'Abidjan, la capitale économique de la Côte d'Ivoire. Elle est spécialisée dans les disciplines scientifiques, notamment les sciences expérimentales, naturelles, écologiques, ainsi qu'en informatique.

## Historique

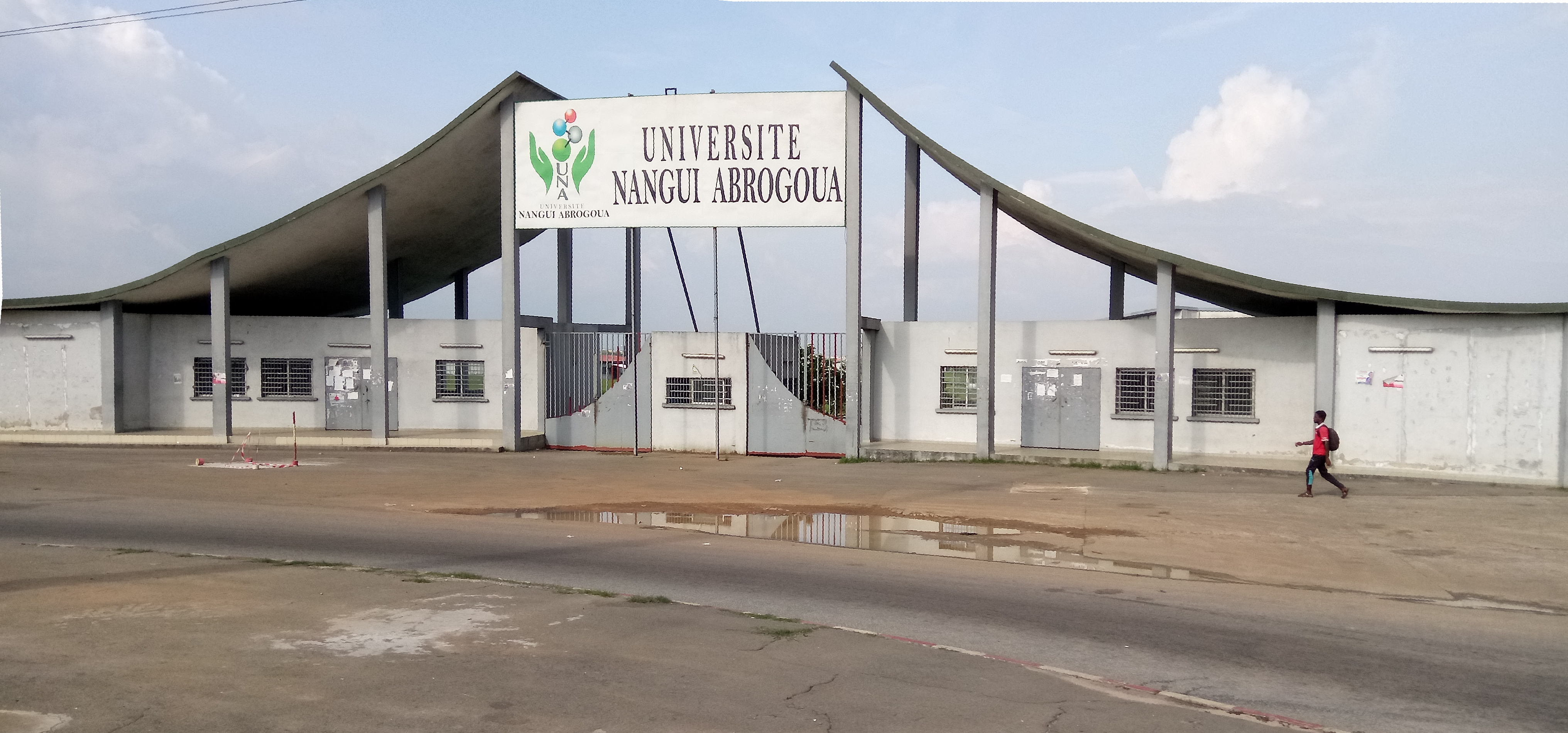
Une entrée de l'Université

Initialement Centre Universitaire par le décret n° 92-540 du 20 septembre 1992, elle devient une université le 20 décembre 1995 par le décret n°95-975 du 20-12-1995, conformément à la loi n°95-696 du 07-09-95 .
Fermée lors de la crise post-électorale de 2011 en Côte d'Ivoire, l'université d'Abobo-Adjamé est rebaptisée « université Nangui-Abrogoua » en septembre 2012 lors de sa réouverture en hommage à l'ancien chef ébrié Nangui Abrogoua.

## Gouvernance
L'université Nangui-Abrogoua est une université pluridisciplinaire. Elle est la première université ivoirienne exerçant dans le domaine des sciences fondamentales et technologiques.
Son actuel président est le professeur Tano Yao. Il est assisté dans sa tâche par deux vice-présidents (professeurs Bohoua Louis Guichard et Hortense Atta Diallo) un secrétariat général.
L'université Nangui-Abrogoua est composée :
- d'un conseil d'université présidé par le président de l'université ;
- d'une commission consultative de gestion ;
- d'un organe et d'autorités qui concourent à son administration ;
- de structures de formation et de recherche.

## Offre de formations
L'université garantit à ses plus de 5 000 étudiants une formation en sciences fondamentales(mathématiques, informatique (MIAGE & génie informatique) ainsi qu'en sciences expérimentales (physique, chimie et biosciences) et aux sciences naturelles.
Elle offrait également une formation aux sciences de la santé : médecine, pharmacie et odonto-stomatologie dans le cadre d'un « tronc commun » à l'École préparatoire aux sciences de la santé. Une réforme de l'enseignement supérieur a engendré un arrêt de cette formation aux sciences de la santé dans le cadre d'un tronc commun en 2023 
L'université Nangui-Abrogoua compte 4 unités de formation et de recherche :
- L'UFR Sciences Fondamentales et Appliquées
- L'UFR Sciences de la Nature
- L'UFR Sciences et Techniques des Aliments dont Madame Emma ASSEMAND KOFFI, Professeur Titulaire est le Directeur depuis novembre 2016[7].
- L'UFR Sciences et Gestion de l'Environnement.

## Instituts

### Campus numérique francophone
Un Campus numérique francophone est une implantation de l’Agence universitaire de la Francophonie auprès d'une des universités membres ou partenaires qui promeut les technologies de l'information et de la communication. Il répond à des besoins aigus et pressants de formation, production de contenus pédagogiques, de mise en réseau, de circulation de l’Information Scientifique et Technique. À l'université Nangui Abrogoua, le campus numérique francophone est situé au premier étage de la bibliothèque, et possède une salle infothèque d'une capacité de 30 personnes et une salle de  formation équipée pour accueillir des formations et des vidéoconférences ainsi qu'une salle de formation à distance (FOAD) et une documentation richement fournie.

### Centre de recherche en écologie
Situé au quartier Biafra-Treichville, à l’avenue 5 derrière le commissariat du 29e arrondissement, le Centre de recherche en écologie résulte de la fusion de l’Institut d’Écologie Tropicale et des Stations de recherche écologique de Lamto et de Taï. Ces stations de recherches en écologie sont localisées dans diverses aires protégées du pays (parcs nationaux et réserves naturelles), à savoir:
- La station de recherche en écologie de Lamto

Cette station, créée en 1962 par les chercheurs français Maxime Lamotte et Jean-Luc Tournier, est située dans une réserve de 2 500 ha de savane guinéenne (mosaïque de savanes et de forêts galeries), au centre de la Côte d'Ivoire. Les recherches scientifiques menées par les chercheurs de diverses nationalités, depuis sa création, en font l'une des savane guinéenne les mieux étudiées au monde.
- La station de recherche en écologie du parc national de Taï

Cette station est située dans le parc national de Taï, qui couvre 3 500 km2 autour du mont Niénokoué et renferme l'une des dernières forêts primaires d'Afrique.
- La station de recherche en écologie du parc national de la Comoé

La construction de cette station est plus récente. Elle est le fruit de la coopération ivoiro-allemande. Sa conception et construction, sont l’œuvre du professeur allemand Karl Eduard Linsenmair.

## Divers
L’Université Nangui Abrogoua abrite une relique forestière dans laquelle vivent des singes (Mones de Lowe Cercopithecus lowei Thomas).